# Gerhard Hendel
Gerhard Paul Hendel (* 16. Dezember 1930 in Zwickau; † 25. September 2016 in Weimar) war ein Germanist und Kulturwissenschaftler mit dem Schwerpunkt „Weimarer Klassik“.

## Leben und Werk
Hendels Vater war Lokomotivführer. Gerhard Hendel wuchs bis 1938 in seiner Heimatstadt und danach im nordböhmischen Rumburk auf. Er besuchte das Gymnasium in Rumburk. Im Jahr 1945 wurde die Familie nach Zwickau ausgewiesen. 1949 legte er ebenda das Abitur ab, dann begann er ein Studium der Germanistik und der Anglistik an der Universität Leipzig. Er besuchte u. a. Lehrveranstaltungen bei Hans Mayer und bei Ernst Bloch. Vor allem Mayer machte ihn auf Gustav Landauer aufmerksam, weiterhin befasste er sich mit Franz Kafka, Paul Celan und Paul Éluard. Im Jahr 1954 legte Hendel Staatsexamen und Diplom ab, mit einer Arbeit über Georg Gottfried Gervinus.

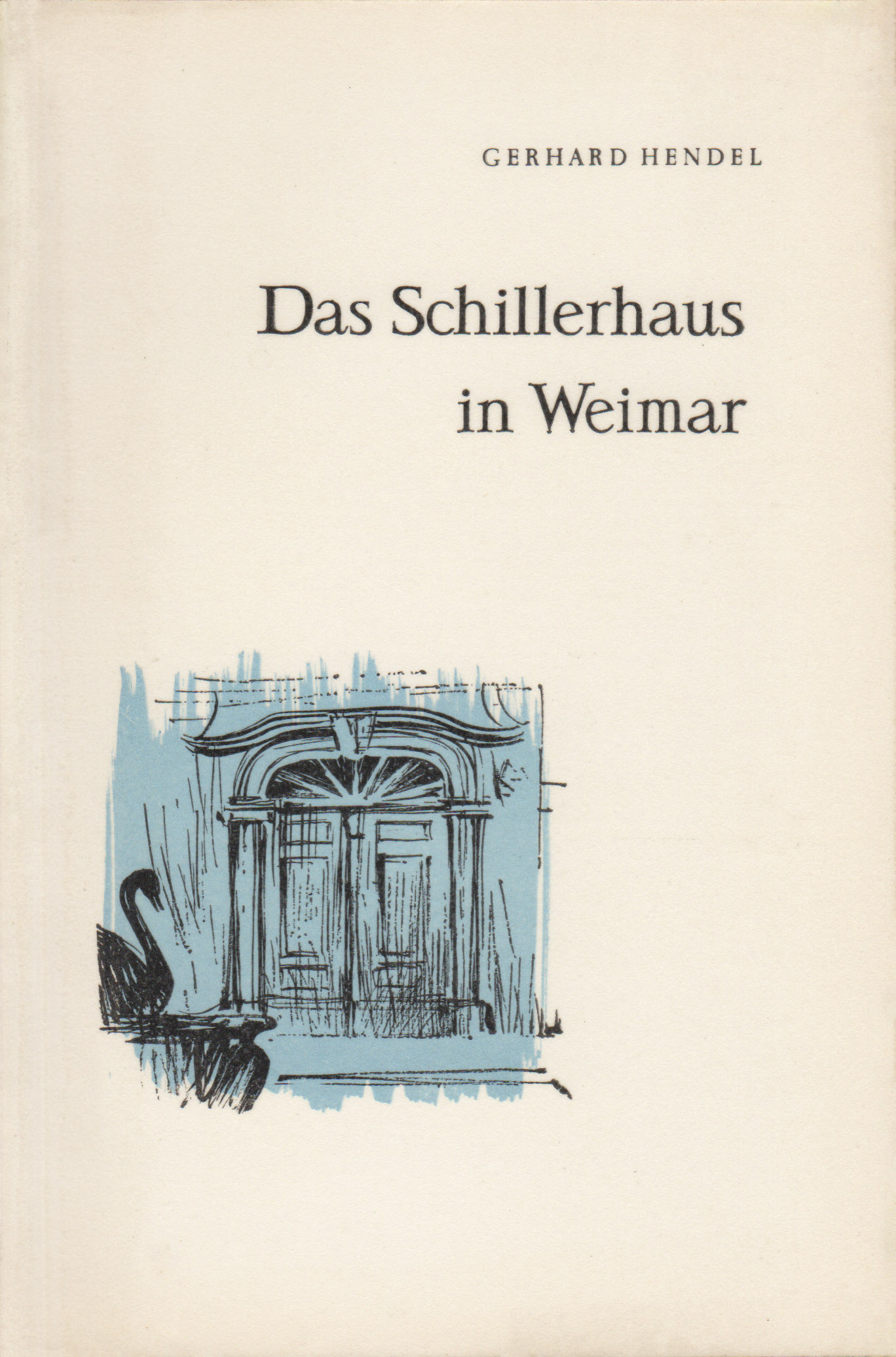
Das Schillerhaus in Weimar (2. Auflage 1965)

Von 1954 bis 1958 war er Dozent für deutsche Sprache und Literatur an der Arbeiter-und-Bauern-Fakultät der Martin-Luther-Universität Halle. Von 1958 bis 1967 war er wissenschaftlicher Mitarbeiter am Goethe-Nationalmuseum der Nationalen Forschungs- und Gedenkstätten der klassischen deutschen Literatur NFG in Weimar.
In dieser Funktion publizierte Hendel vor allem zur Geschichte des Faust-Stoffes und zu den Gedenkstätten der deutschen Klassik. Mit anderen Personen initiierte Hendel Ferienkurse zur Weiterbildung für Lehrer. Er setzte sich kritisch mit dem Medium Fernsehen auseinander, schrieb zahlreiche Literatur- und Kunstkritiken. Ab 1961 datierte eine Freundschaft mit Erwin Strittmatter. 1964 begegnete er erstmals Lew Kopelew.
Von 1967 bis zum Mai 1989 war Hendel Stadtrat für Kultur in Weimar. Von 1990 bis 1992 war Hendel Mitarbeiter im Cranachhaus, einer Genossenschaft bildender Künstler.
In den Jahren 1975 und 1982 erhielt Hendel den „Literatur- und Kunstpreis der Stadt Weimar“.

## Eigene Publikationen
- Das Schillerhaus in Weimar. Weimar 1961
- Von der deutschen Volkssage zu Goethes „Faust“. Weimar 1964
- Weimar. Reisetaschenbuch. DuMont, Köln 1992; häufige Neuaufl., zuletzt 2001
- Gustav Landauer. Versuch einer biographischen Skizze. In Gustav Landauer: Der werdende Mensch. Aufsätze zur Literatur. Kiepenheuer, Leipzig 1980[1]
- Lew Kopelew: Begrüßung eines Freundes. Vorgestellt von G. H. In: Nachdenken über Deutschland. Bd. 3. Hg. Dietmar Keller. Verlag der Nation, Berlin 1991 ISBN 3373004799
- Wiege der Moderne. Bauhausstätten in Weimar und Dessau.  In: Schätze der Welt, Erbe der Menschheit. Die Denkmäler aus der UNESCO-Liste des Welterbes. Bd. 4. Bertelsmann Lexikon, München 1999 (Lizenz des Chronik-Verlags)[2]
- Schwelle, Ständer, Kopfbau und Fußband. Stiftskirche, Schloss und Altstadt von Quedlinburg, ebd.

## Als Herausgeber
- Weimar im Urteil der Welt. Stimmen aus drei Jahrhunderten. Berlin 1975
- Gustav Landauer: Der werdende Mensch. Aufsätze zur Literatur. 1980[3]
- Gustav Landauer: Briefe aus der Französischen Revolution. Insel, Frankfurt 1990, wieder 1996 ISBN 3458328157 Auswahl & Übers. G. L.; wieder Kulturverlag Kadmos, 1999 und 2002 ISBN 393165902X (zuerst: Die französische Revolution in Briefen. Rütten & Loening, Hamburg 1961, 1985 in 2 Bänden, neubearb.).[4]

## Notizen
1. ↑  Mit einem Essay von Arnold Zweig zu Landauer
2. ↑  Publikation zur Fernsehserie Schätze der Welt
3. ↑  eigener Beitrag darin: siehe Publikationen
4. ↑  erhältlich auch als Repro der EA in 2 Bänden 1919, hergestellt im Jahre 2010

| Personendaten    | Personendaten                                                                        |
| ---------------- | ------------------------------------------------------------------------------------ |
| NAME             | Hendel, Gerhard                                                                      |
| ALTERNATIVNAMEN  | Hendel, Gerhard Paul                                                                 |
| KURZBESCHREIBUNG | deutscher Germanist und Kulturwissenschaftler mit dem Schwerpunkt „Weimarer Klassik“ |
| GEBURTSDATUM     | 16. Dezember 1930                                                                    |
| GEBURTSORT       | Zwickau                                                                              |
| STERBEDATUM      | 25. September 2016                                                                   |
| STERBEORT        | Weimar                                                                               |